# Glacier de l'Épaule (massif du Mont-Blanc)
Pour les articles homonymes, voir Glacier de l'Épaule.
Le glacier de l'Épaule est un glacier de France situé dans le massif du Mont-Blanc, sur la commune de Chamonix-Mont-Blanc.
Le glacier naît sur l'ubac de l'aiguille du Chardonnet, à environ 3 500 mètres d'altitude, et s'écoule vers le nord en direction du glacier du Tour avec qui il fusionne vers 3 000 mètres d'altitude. Il est entouré par les glaciers du Passon et Adams Reilly à l'ouest, du Trident et du Chardonnet sur l'adret de l'aiguille du Chardonnet au sud et de Saleinaz à l'est de l'autre côté de la frontière suisse.